# Grande province ignée caribéenne
Pour les articles homonymes, voir Clip (homonymie).

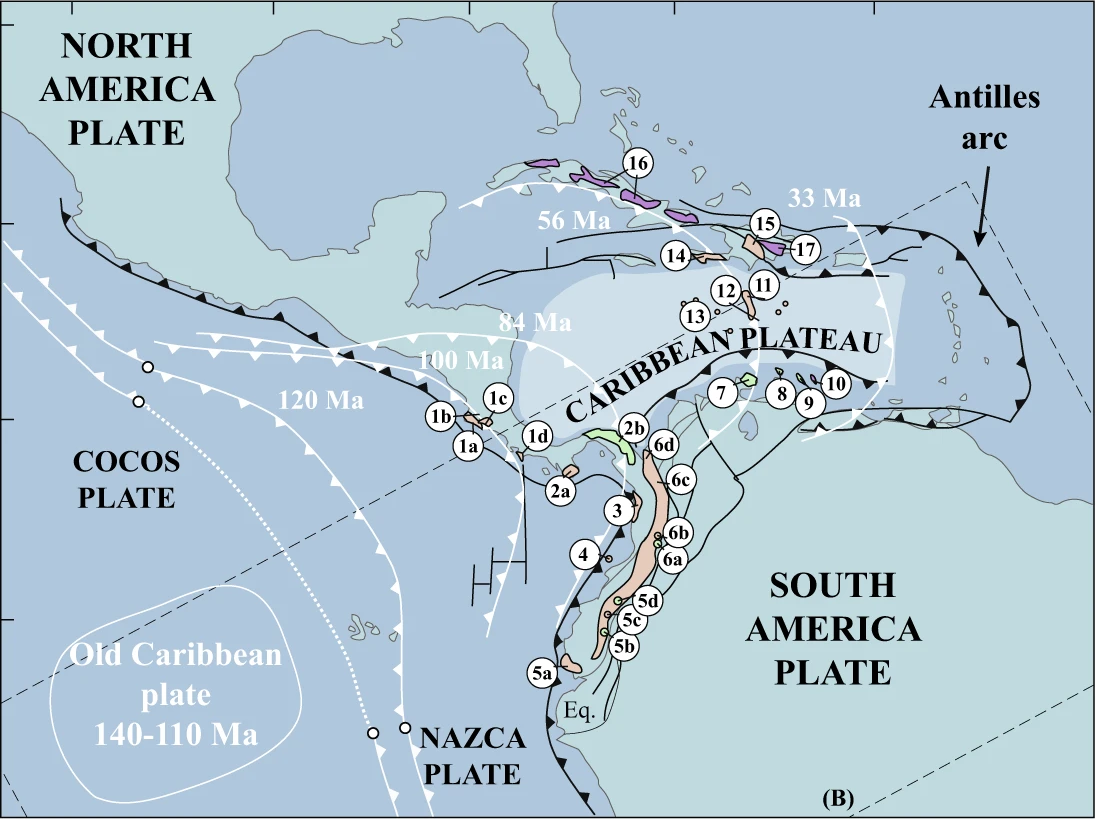
Position actuelle et reconstituée du plateau des Caraïbes.

La grande province ignée caribéenne (en anglais Caribbean large igneous province ou CLIP) est un trapp, constituant au sens géologique une province magmatique du fait de son étendue importante. Sa création a eu lieu lors d'un épisode volcanique majeur, entre 139 et 69 millions d'années en arrière, avec un paroxysme entre 95 et 88 millions d'années. Le volume de laves émis est estimé à environ 4 millions de m3. Il semble lié au point chaud des Galápagos,.
Cette formation est à l'origine du grande plateau océanique du Pacifique Est, et dont le plateau océanique Colombie-Caraïbe est une partie largement tectonicisée. Les marges inférieures du plateau océanique ont été confrontées aux plaques tectoniques nord et sud-américaines.

## Le bras de mer proto-caraïbe
La divergence entre les plaques nord et sud-américaines a commencé à créer de la croûte océanique vers la fin du Jurassique, il y a 150 millions d'années, au niveau de la côté pacifique de la Colombie. Cette divergence, active au moins jusqu'il y a 66 millions d'années, a d'abord créé la « dorsale proto-caraïbe (en) », accompagnée d'une zone de transformation perpendiculaire, côté Pacifique. Il y a entre 135 et 130 millions d'années, la subduction de la plaque Farallon débute, faisant de ce secteur transformant une zone de subduction ; cette subduction entraîne la création du grand arc caraïbe. Le grand arc caraïbe, formé entre 120 et 115 millions d'années en arrière, devait être coupé par la dorsale proto-caraïbe, jusqu'à il y a 66 millions d'années. Dès lors, la place Farallon a comblé la zone ouverte par la divergence, et est pour partie devenue la plaque caraïbe.

## Formation de la province magmatique
La grande province ignée caribéenne forme aujourd'hui une zone plus épaisse de croûte océanique entre les plaques nord et sud-américaines. Par endroits, la croûte est deux à trois fois plus épaisse que normalement (15 à 20 km au lieu des 7 km habituels). Sa composition est similaire à celle du plateau Ontong-Java (en).
Les preuves géochimiques et géochronologiques montrent clairement que la création de la province ignée est liée au point chaud des Galápagos, qui devient productif il y a entre 95 et 90 millions d'années, dans l'est du Pacifique. À partir de là, il dérive vers le nord-est avec la plaque Farallon, entre les deux plaques américaines, jusqu'à entrer en collision avec l'arc volcanique des Grandes Antilles, 60 millions d'années plus tard. Des vestiges de cette migration se trouvent dans les monts sous-marins disséminés le long de la côte centraméricaine et au niveau des cordillères sous-marines de Cocos et de Carnegie (en). Les profils isotopiques des roches des Galápagos correspondent notamment très bien à ceux des roches de la province ignée caribéenne.
L'emploi de la datation argon-argon a permis d'évaluer la période de constitution de la formation de lave de Curaçao entre 92 et 63 millions d'années en arrière, entre 94 et 83 millions d'années pour la formation de Dumisseau en Haïti, la formation de ces deux zones étant donc contemporaines de la formation des trapps de la province magmatique, il y a 94 millions d'années. Le volcanisme de cette province ignée est donc à relier à l'activité d'un panache et non d'une dorsale océanique. La longue période d'activité du volcanisme de la province ignée s'explique dès lors par l'interaction entre ce panache et la zone de subduction des grandes Antilles.
Les marges de la grande province ignée caribéenne ont connu une surrection, et apparaissent au-dessus du niveau de la mer, ce qui est unique pour un plateau océanique. Le plateau s'étend sur 2 500 km d'est en ouest et sur 1 300 km du nord au sud,. La grande province ignée caribéenne se compose de zones épaissies (jusqu'à 20 km d'épaisseur) de la croûte océanique de la plaque caraïbe et des terranes magmatiques déformés associés, ayant fait l'objet d'une obduction qui les a amenés à s'agréger aux côtes pacifiques du nord de l'Amérique du Sud et de l'Amérique centrale, et des Antilles. L'une de ces formations, parmi les moins déformées, est l'île Gorgona, au large de la Colombie sur sa côte pacifique,,.
La grande province ignée caribéenne s'est constituée lors de trois phases éruptives, s'étalant entre l'Aptien et le Maastrichtien. La première phase a lieu entre il y a 124 et 112 millions d'années, la deuxième, majeure, entre 94 et 83 millions d'années, et la troisième entre 80 et 72 millions d'années. Les roches les plus récentes, trouvées en République dominicaine et au Costa Rica, se sont formées il y a 63 millions d'années.
L'origine pacifique de la grande province ignée caribéenne est prouvée, attestée par les fragments de croûte océanique accrétés aux marges de la plaque caraïbe, par exemple sur Hispaniola et Porto Rico, lesquels contiennent des fossiles de la faune venant du Pacifique.
Le transit vers l'Est de la plaque Farallon a poussé la moitié nord de la grande province ignée caribéenne dans le bassin océanique en cours d'ouverture entre les plaques nord et sud-américaines au début du Jurassique. Néanmoins, le mécanisme qui a poussé la grande province ignée caribéenne vers le nord-est demeure obscur, surtout si l'on considère la subduction de l'arc Costa Rica-Panama au cours du Campanien, il y a entre 83 et 72 millions d'années. Le point chaud des Galápagos est sans doute à l'origine du deuxième épisode émissif, tandis que le troisième, comme ce qui a causé une reprise temporaire de l'activité il y a 55 millions d'années, tire son origine d'un amincissement lithosphérique dans la Caraïbe centrale.
Les analyses sismiques et géochimiques, pour leur part, laissent penser que la grande province ignée caribéenne est l'accumulation de plateaux océaniques et de productions de paléo-points chauds, formés entre 139 et 83 millions en arrière, avec pour certaines de ces formations un recouvrement par une activité magmatique ultérieure, Si les premières de ces formations s'avéraient être liées au point chaud des Galápagos, ceci en ferait le plus ancien point chaud encore en activité sur Terre.